# 14232 Curtismiller
14232 Curtismiller eller 1999 XJ120 är en asteroid i huvudbältet som upptäcktes den 5 december 1999 av Catalina Sky Survey projektet. Den är uppkallad efter ingenjören Curtis Miller.
Asteroiden har en diameter på ungefär 6 kilometer och den tillhör asteroidgruppen Eunomia.